# كينغسلي بيرد
كينغسلي بيرد (بالإنجليزية: Kingsley Baird)‏ هو نحات ومهندس معماري نيوزيلندي، ولد في القرن العشرين في ويلينغتون في نيوزيلندا.